# 西班牙螺旋麵包
螺旋麵包，又稱蜗牛面包，是發源自西班牙巴利阿里群島馬略卡島的糕點，外觀為螺旋狀，一般作為早餐或茶點，由高筋麵粉、水、糖、雞蛋、生麵團和一種加泰羅尼亞語名saïm的濃縮豬油製成，這種糕點也由此得名。常見於歐洲西南部、拉丁美洲和菲律賓。

## 名稱
其名稱來自阿拉伯文Shahim，被轉為加泰隆尼亞語，被當成是一種豬油（Saïm）的名稱。